# Li Chengjiang
Li Chengjiang (chiń. 李成江; pinyin Lǐ Chéngjiāng; ur. 28 kwietnia 1979 w Changchunie) – chiński łyżwiarz figurowy, startujący w konkurencji solistów. Dwukrotny uczestnik igrzysk olimpijskich (2002, 2006), mistrz (2001) i 3-krotny wicemistrz czterech kontynentów (1999, 2000, 2005), brązowy medalista finału Grand Prix (2004) oraz 6-krotny mistrz Chin (1998, 1999, 2001, 2002, 2004, 2007). 
W swoim programach Li wykonywał poczwórne toe loopy i poczwórne salchowy.
Po zakończeniu kariery amatorskiej w 2009 roku został trenerem łyżwiarstwa w Pekinie.

## Osiągnięcia
| Zawody                                | 96–97          | 97–98          | 98–99          | 99–00          | 00–01          | 01–02          | 02–03          | 03–04          | 04–05          | 05–06          | 06–07          | 07–08          | 08–09          |                |                |                |                |
| Międzynarodowe                        | Międzynarodowe | Międzynarodowe | Międzynarodowe | Międzynarodowe | Międzynarodowe | Międzynarodowe | Międzynarodowe | Międzynarodowe | Międzynarodowe | Międzynarodowe | Międzynarodowe | Międzynarodowe | Międzynarodowe | Międzynarodowe | Międzynarodowe | Międzynarodowe | Międzynarodowe |
| ------------------------------------- | -------------- | -------------- | -------------- | -------------- | -------------- | -------------- | -------------- | -------------- | -------------- | -------------- | -------------- | -------------- | -------------- | -------------- | -------------- | -------------- | -------------- |
| Igrzyska olimpijskie                  |                |                |                |                |                | 9              |                |                |                | 16             |                |                |                |                |                |                |                |
| Mistrzostwa świata                    |                |                |                | 5              | 7              | 5              | 4              | 10             | 5              | 9              |                | 23             |                |                |                |                |                |
| Mistrzostwa czterech kontynentów      |                |                | 2              | 2              | 1              |                | 3              |                | 2              |                |                | 6              | 11             |                |                |                |                |
| GP Finał Grand Prix                   |                |                |                |                |                |                |                |                | 3              |                |                |                |                |                |                |                |                |
| GP Bofrost Cup on Ice                 |                |                |                |                | 3              | 3              | 3              |                |                |                |                |                |                |                |                |                |                |
| GP Cup of China                       |                |                |                |                |                |                |                | 3              | 2              | 8              | WD             | 11             |                |                |                |                |                |
| GP NHK Trophy                         |                |                | 3              |                | 3              |                | 3              |                |                |                |                |                |                |                |                |                |                |
| GP Cup of Russia                      |                |                |                |                |                |                | 2              | 2              |                |                |                |                | 11             |                |                |                |                |
| GP Skate America                      |                |                |                |                |                | 7              |                |                |                |                |                |                |                |                |                |                |                |
| GP Skate Canada International         |                |                |                |                | 9              |                |                | 8              |                |                |                |                |                |                |                |                |                |
| Zimowe igrzyska azjatyckie            |                |                | 1              |                |                |                | 2              |                |                |                | 2              |                |                |                |                |                |                |
| Zimowa uniwersjada                    | 4              |                |                |                |                |                |                |                |                |                |                |                |                |                |                |                |                |
| Międzynarodowe: Kategorie młodzieżowe |                |                |                |                |                |                |                |                |                |                |                |                |                |                |                |                |                |
| Mistrzostwa świata juniorów           | 12             | 7              |                |                |                |                |                |                |                |                |                |                |                |                |                |                |                |
| Krajowe                               |                |                |                |                |                |                |                |                |                |                |                |                |                |                |                |                |                |
| Mistrzostwa Chin                      | 2              | 1              | 1              | 2              | 1              | 1              |                | 1              |                |                | 1              | 3              |                |                |                |                |                |
| Krajowe zimowe igrzyska Chin          |                |                |                |                |                | 1              |                |                |                | 1              |                |                | 1              |                |                |                |                |